# العموقين (السياني)

تعديل مصدري - تعديل

العموقين هي إحدى قرى عزلة الهادس بمديرية السياني التابعة لمحافظة إب، بلغ تعداد سكانها 1442 نسمة حسب تعداد اليمن لعام 2004.